# Железничка станица Зета
Железничка станица Зета је једна од железничких станица на прузи Београд—Бар. Налази се насељу Врањина у градској општина Голубовци у Главном граду Подгорици. Пруга се наставља у једном смеру ка Вирпазару и у другом према Голубовцима. Железничка станица Зета састоји се из 2 колосека.

## Повезивање линија
- Пруга Београд—Бар